# فرجار

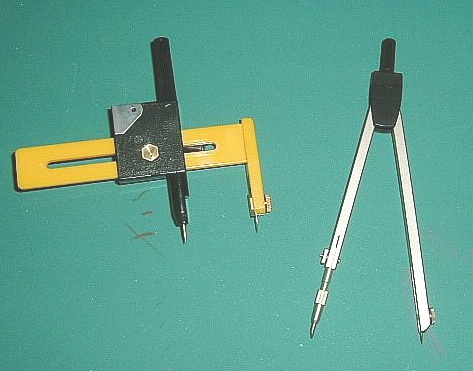
فرجار عادي (يمين) وفرجار عرضي (يسار).

طريقة استخدام الفِرْجار

الفِرْجار أو البِرْكار أو البَرْجَل (معرّبة من پرگار الفارسية)، ويُسمى كذلك المِدْوَر، أداة رسم هندسي تستخدم في رسم الدوائر والأقواس الدائرية. كما قد تستخدم كأداة لقياس المسافات بشكل خاص على الخرائط. يستخدم الفرجار عادة في الرسم الهندسي، الملاحة والعديد من التطبيقات الأخرى.
عادة مايصنع الفرجار من المعدن، ويتألف من جزئين يتصلان بواسطة مفصل من الممكن التحكم بها لتحديد قياس الفتحة. بشكل عام يكون لإحدى القطعتين بروز مدبب في نهايتها وفي نهاية القطعة الأخرى يوجد قلم رصاص أو قلم.
يتم رسم الدوائر بتثبيت الرأس المدبب للفرجار في الورقة ووضع رأس قلم الرصاص على الورقة وتدويره حول القطعة المثبتة للحصول على رسم دائرة. من الممكن التحكم بقياس نصف قطر الدائرة عن طريق تعديل قياس الفتحة بين القطعتين باستخدام المفصل العلوي للفرجار.

## معرض صور

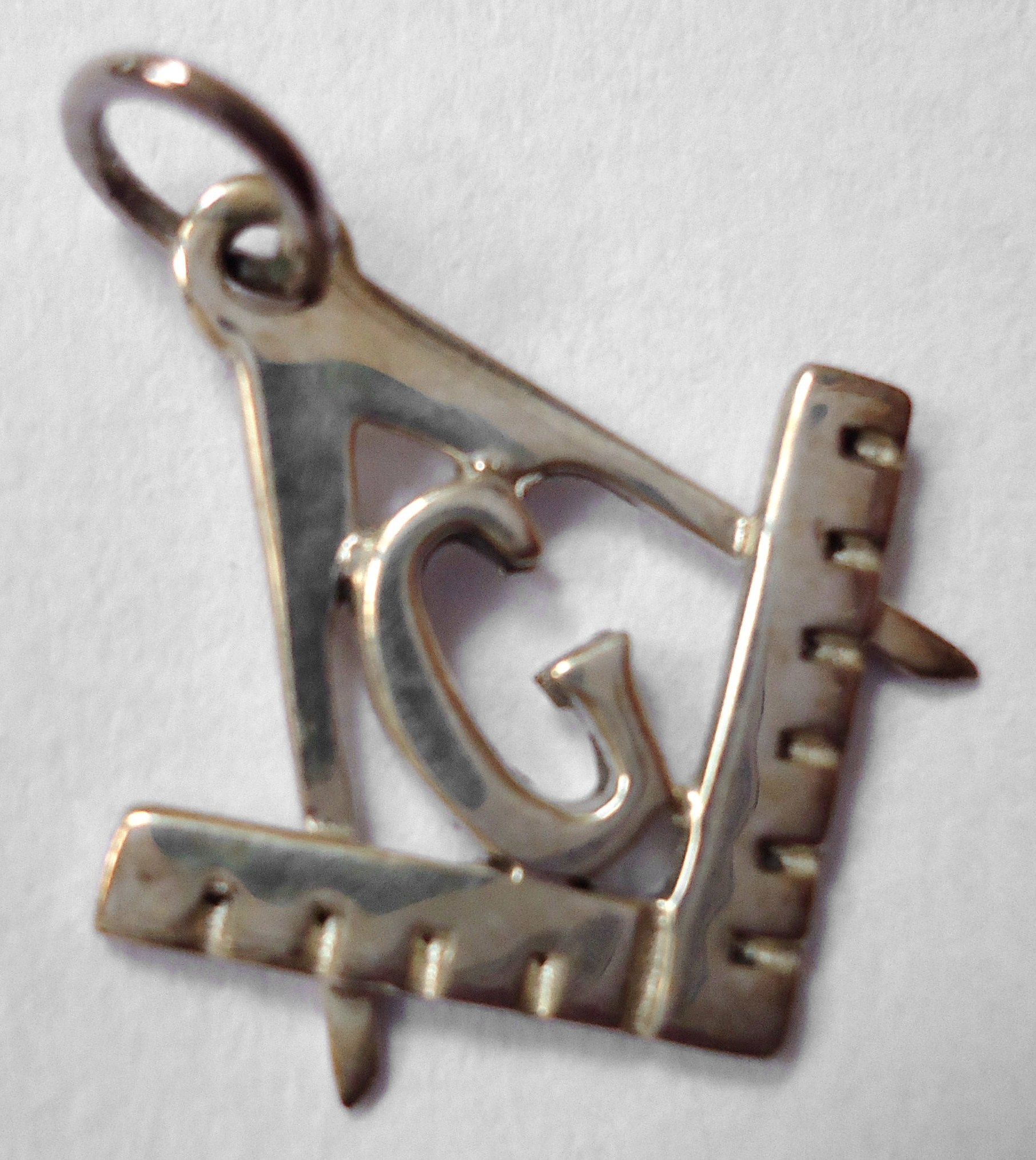
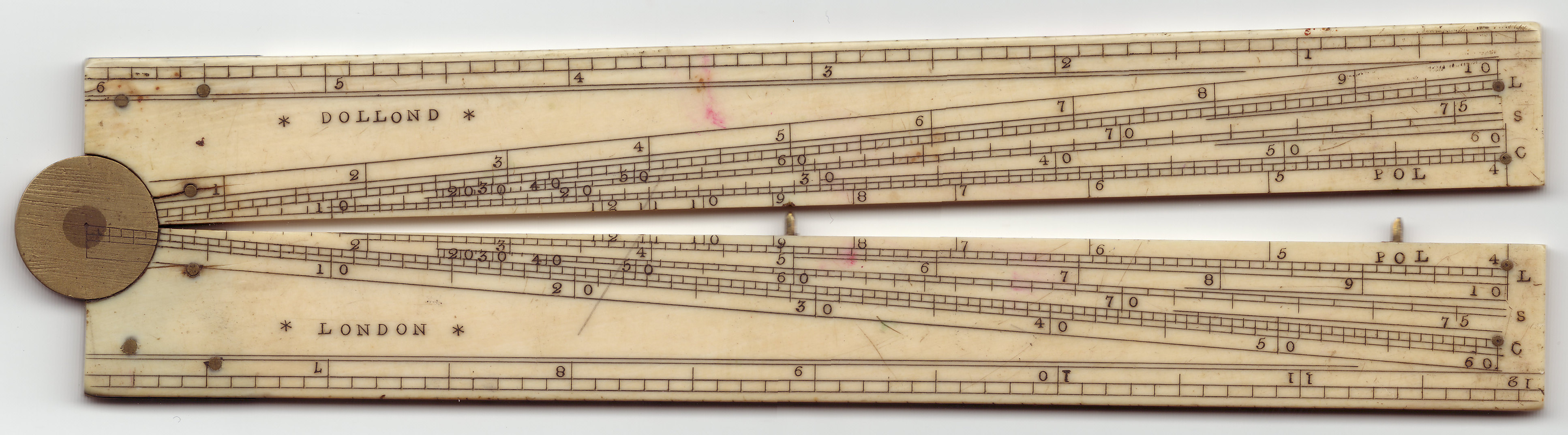
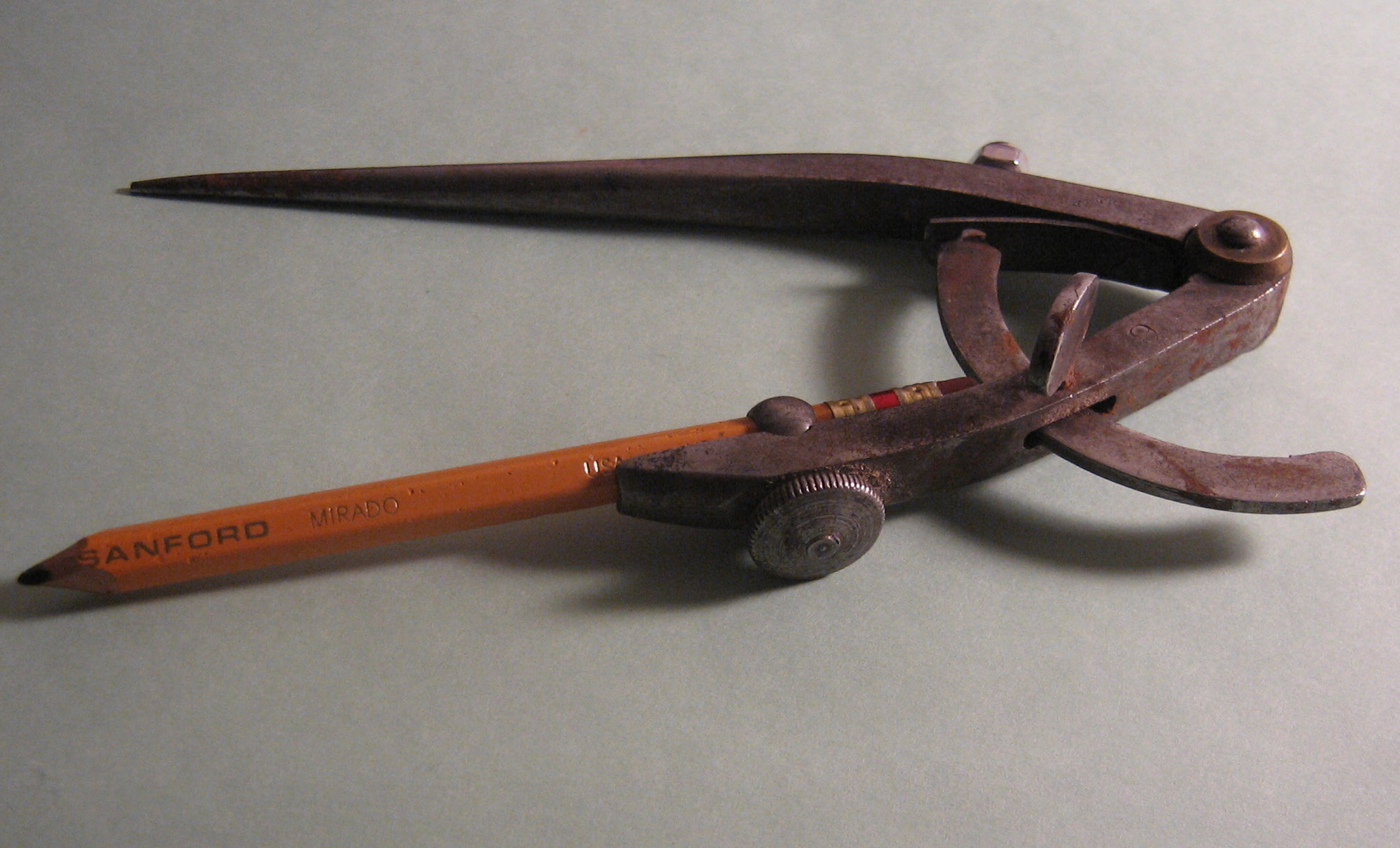
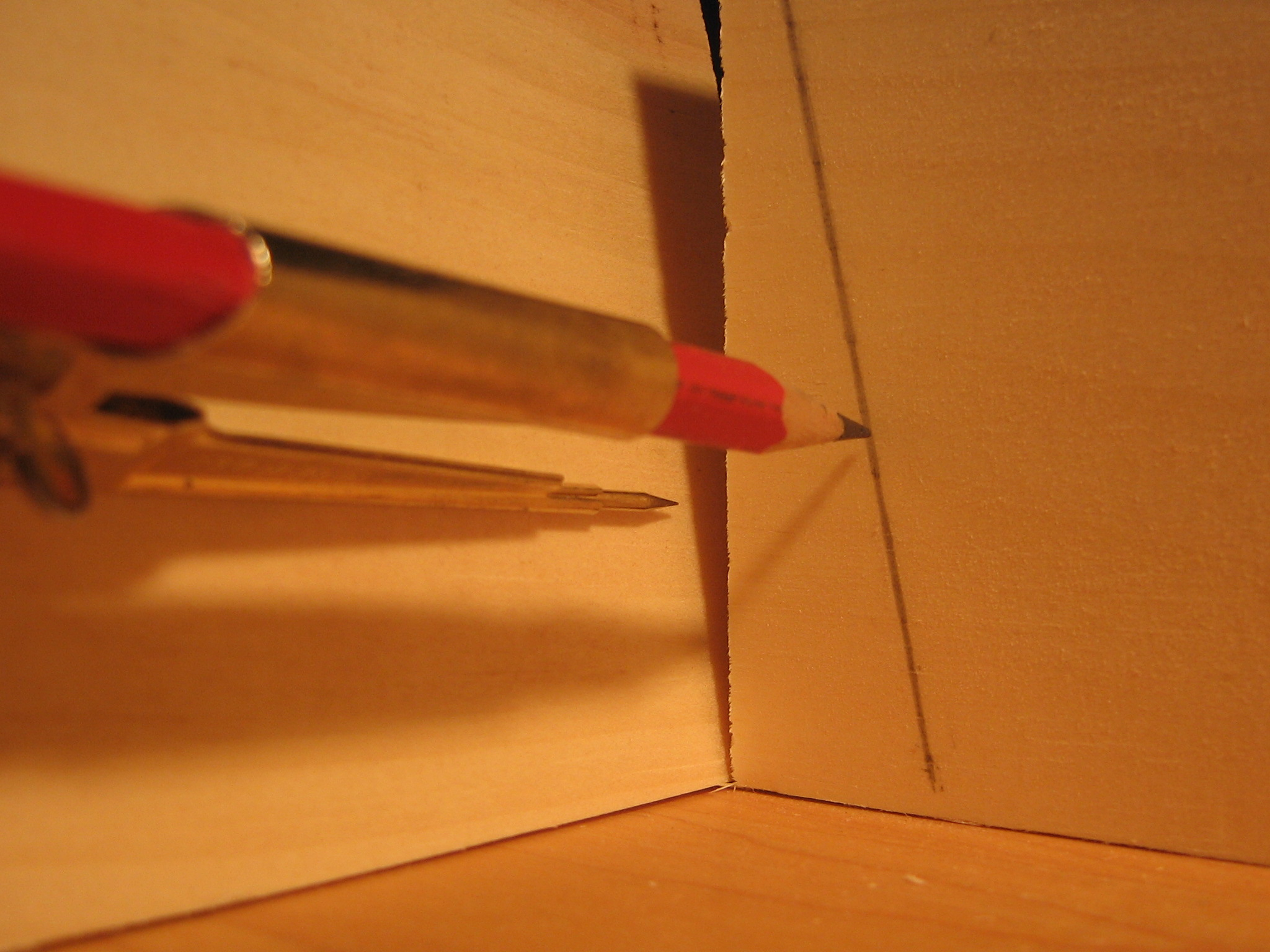
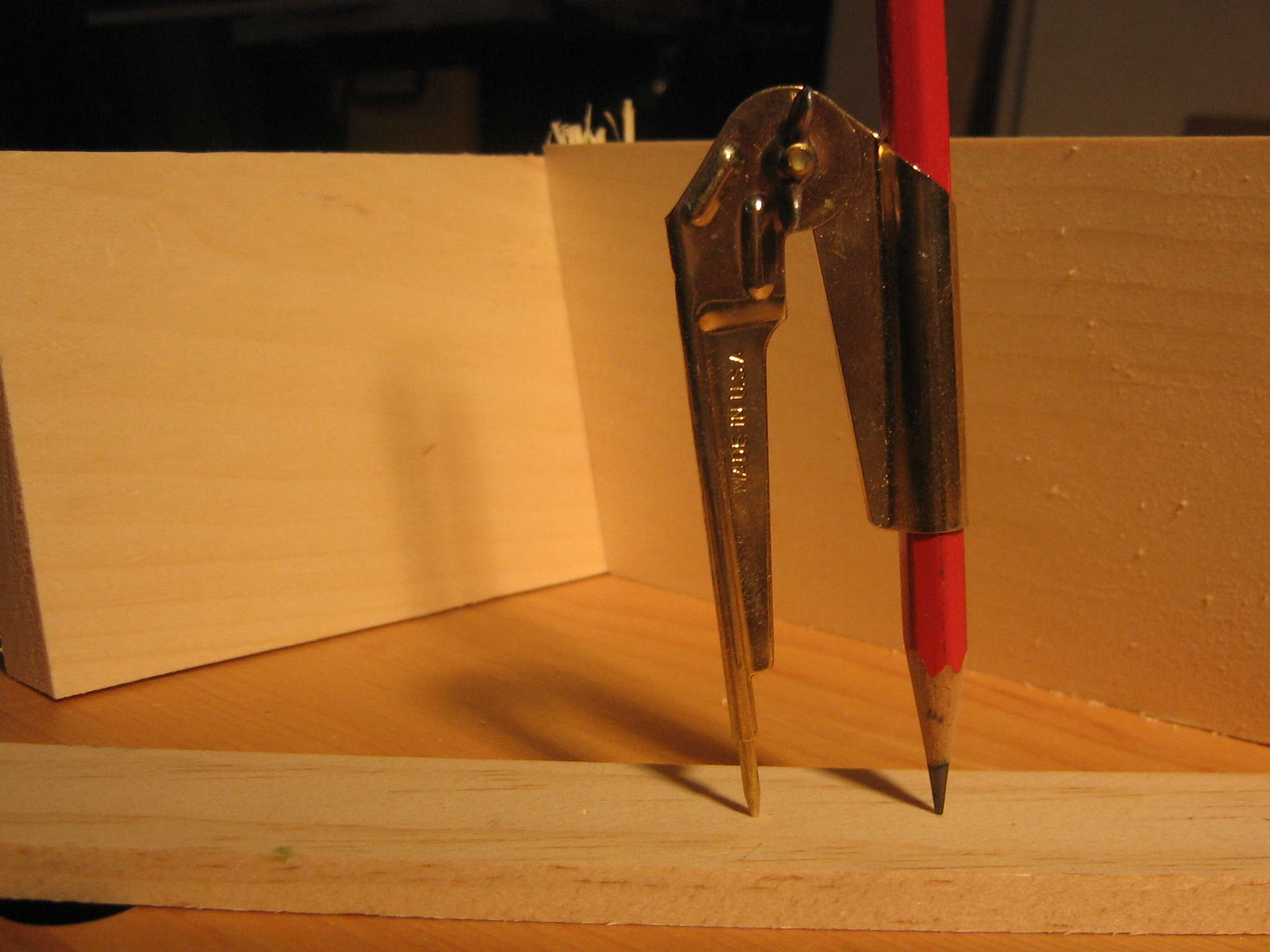

## وصلات خارجية
- الفرجار نسخة محفوظة 3 يونيو 2016 على موقع واي باك مشين. (أشكال متعددة)